# Ameles fasciipennis
Ameles fasciipennis Kaltenbach, 1963 è una specie di mantide estinta, che era endemica delle Marche.

## Descrizione
Era una specie di piccole dimensioni (2-3 cm) caratterizzata da pronoto corto, femori gracili e occhi conici con tubercolo apicale più o meno sviluppato.

## Distribuzione e habitat
La sua presenza era nota solo nel territorio di Tolentino, da cui proviene l'olotipo, raccolto probabilmente nel 1871. Non è mai più stata avvistata da quell'anno, ed è stata dichiarata estinta nel 2020.